# Gongora saccata
Gongora saccata är en orkidéart som beskrevs av Heinrich Gustav Reichenbach. Gongora saccata ingår i släktet Gongora och familjen orkidéer. Inga underarter finns listade i Catalogue of Life.